# Stoltebüll
Stoltebüll (duń. Stoltebøl) – miejscowość i gmina w Niemczech w kraju związkowym Szlezwik-Holsztyn, w powiecie Schleswig-Flensburg, wchodzi w skład urzędu Geltinger Bucht.